# أوسيلو
أوسيلو، (بالإنجليزية: Osilo)‏، (سردينيا: Ósile) هي بلدية، في مقاطعة ساساري، في منطقة سردينيا الإيطالية، وتقع على بعد حوالي 170 كم (110 ميل) إلى الشمال من كالياري وحوالي 10 كم (6 ميل) شرق ساساري. وهي جزء من منطقة أنجلونا التقليدية.

## السكان
في سنة 1861 بلغ عدد السكان 4٬560 نسمة، وتطور العدد ليصل في سنة 2011 لـ 3٬204 نسمة.
يظهر هذا المخطط البياني تطور النمو السكاني لـ أوسيلو

## معرض صور

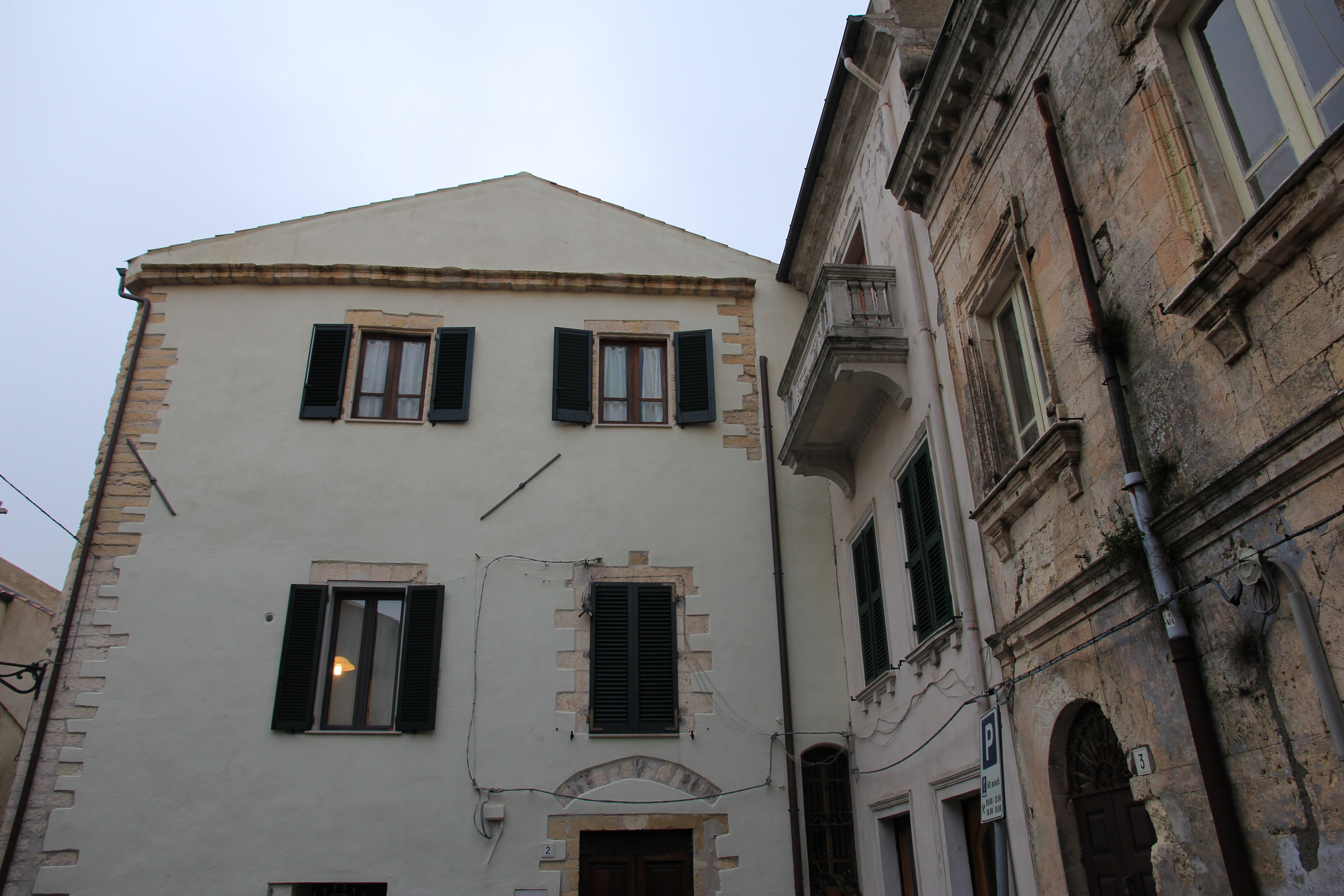
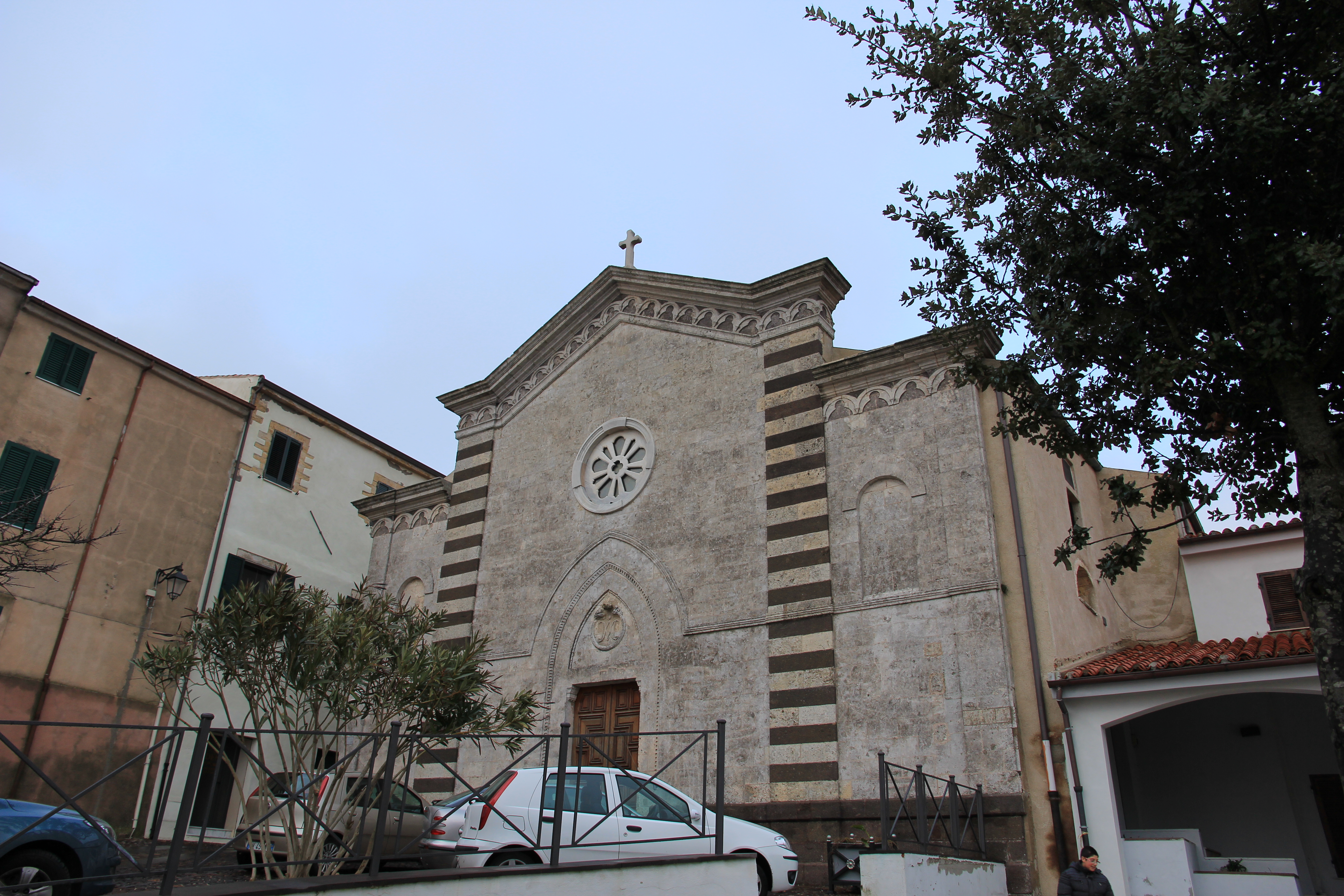
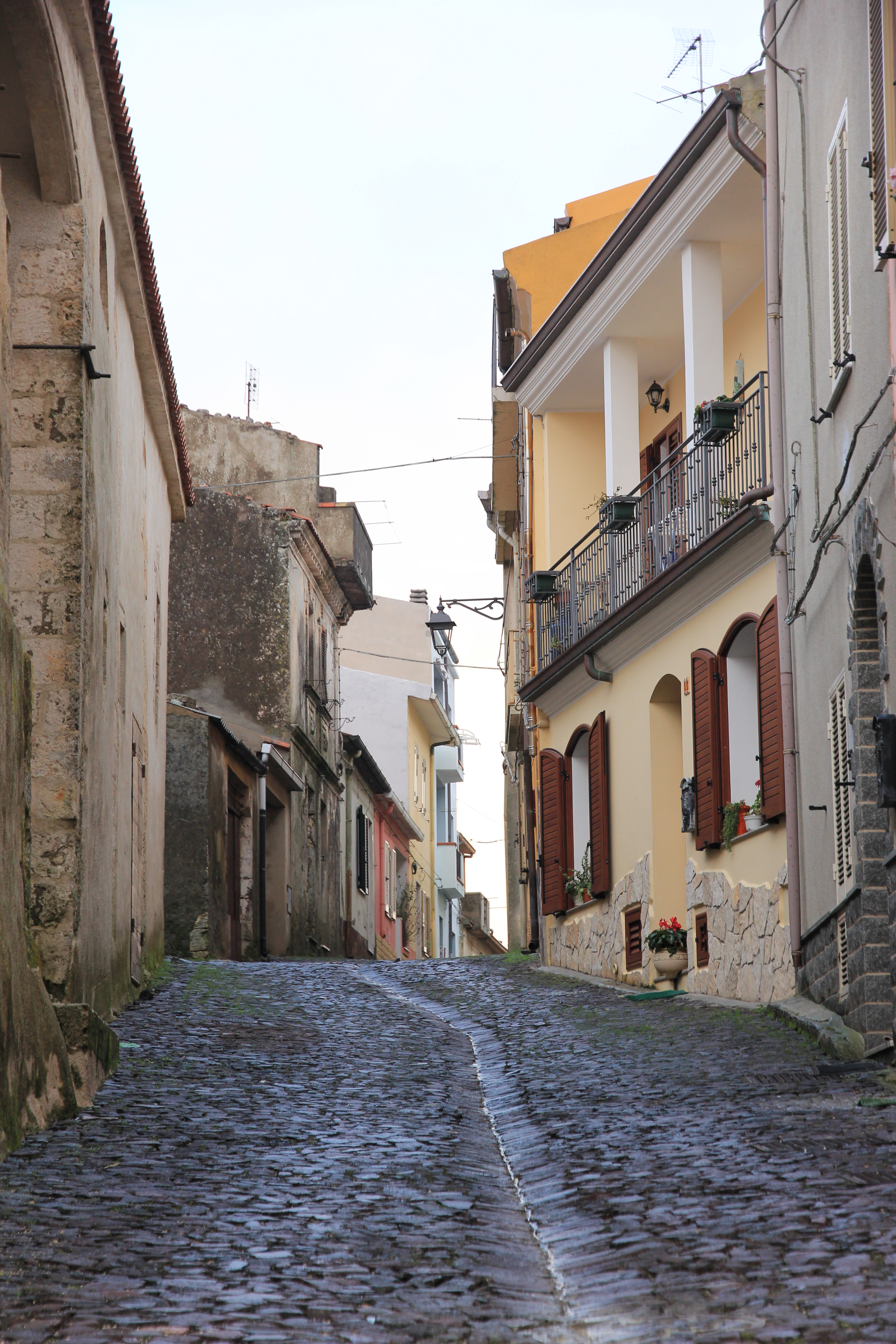
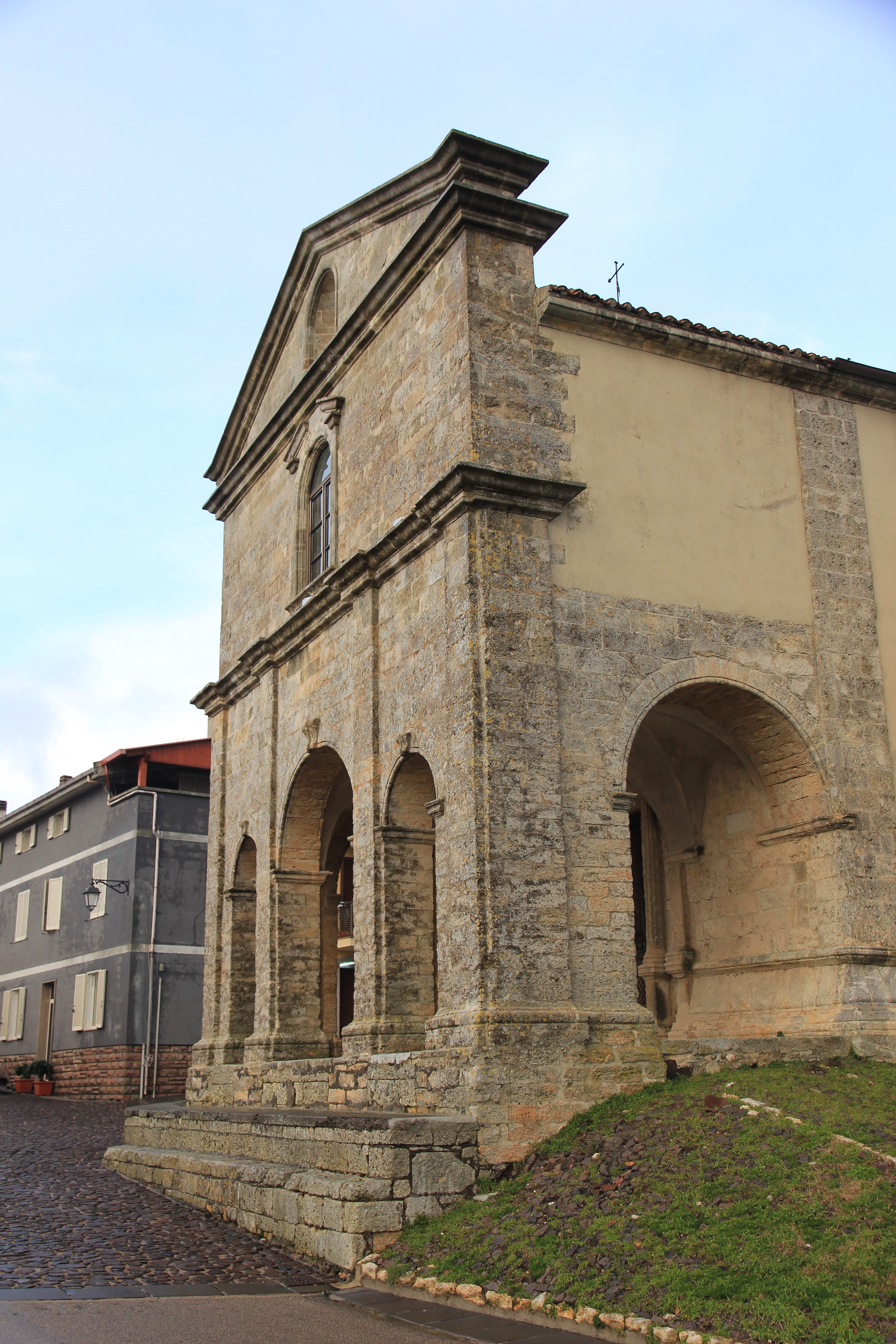
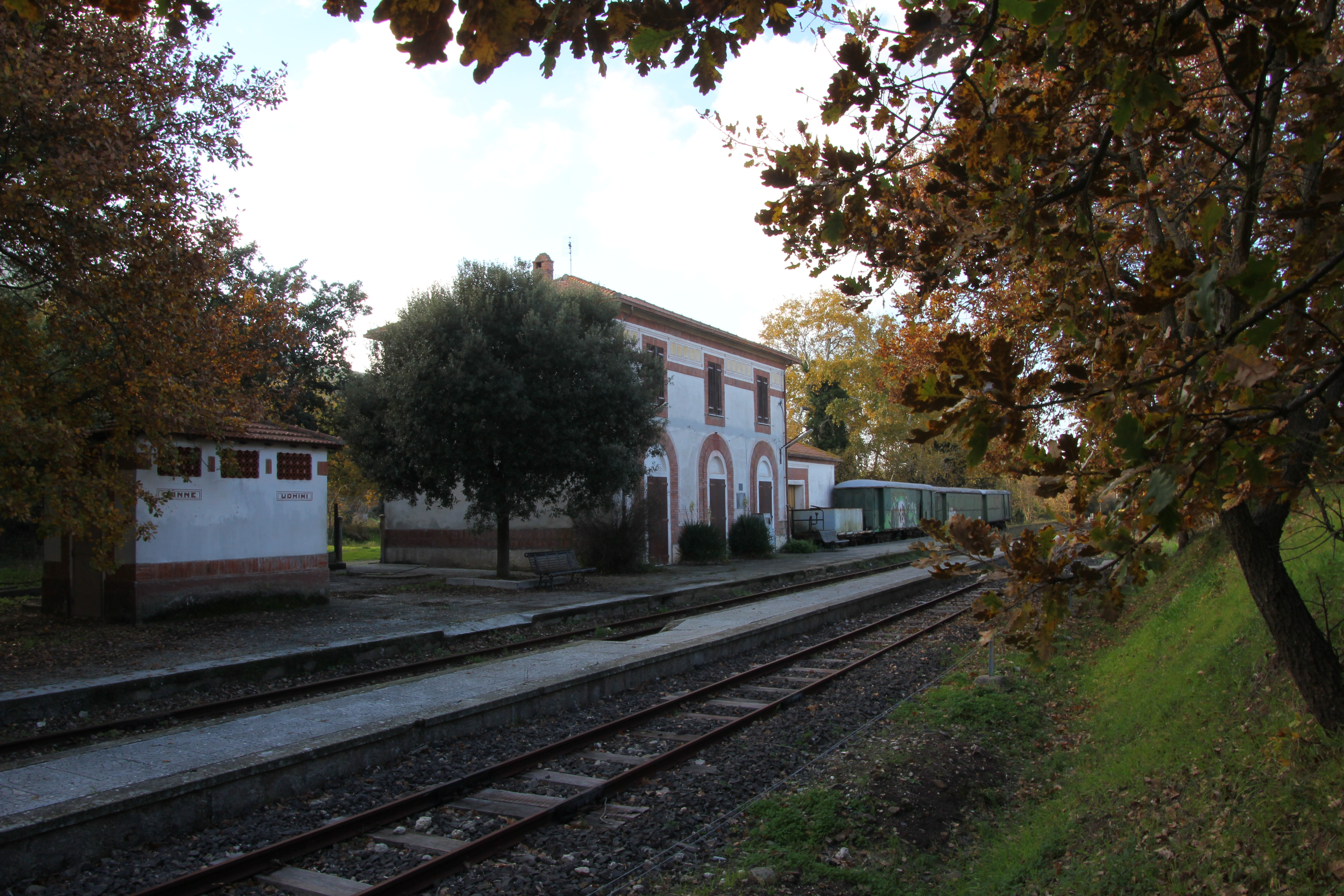